# Województwo pomorskie
Województwo pomorskie (dansk: voivodskabet Pommern) er en administrativ del af det midtnordlige Polen, et af de 16 voivodskaber, der blev skabt, efter den administrative reform i 1999. Voivodskabets hovedstad er Gdańsk. Voivodskabet Pommern har et areal på 18.293 km2 og 2.343.928 indbyggere(31.12.2019), befolkningstætheden er på 128 personer pr km2. I voivodskabet ligger der 17 universiteter.
Pommern voivodskab grænser op til voivodskabet Vestpommern mod vest, voivodskabet Storpolen og voivodskabet Kujavien-Pommern mod syd, voivodskabet Ermland-Masurien mod øst, Østersøen mod nord og den russiske enklave Kaliningrad oblast på Wisłalandtangen.

## Byer
Voivodskabet indeholder 42 byer. Disse er angivet nedenfor i faldende rækkefølge efter befolkning (officielle 2019-tal).
1. Gdańsk (468.158)
2. Gdynia (246.244)
3. Słupsk (90.769)
4. Tczew (60.120)
5. Wejherowo (49.652)
6. Starogard Gdański (47.775)
7. Sopot (35.827)
8. Rumia (49.160)
9. Chojnice (39.890)
10. Malbork (38.465)
11. Kwidzyn (38.444)
12. Lębork (35.333)
13. Pruszcz Gdański (31.135)
14. Reda (26.011)
15. Kościerzyna (23.776)
16. Bytów (16.918)
17. Ustka (15.460)
18. Kartuzy (14.536)
19. Człuchów (13.649)
20. Puck (11.213)
21. Miastko (10.439)
22. Sztum (9.940)
23. Władysławowo (9.930)
24. Czersk (9.910)
25. Nowy Dwór Gdański (9.905)
26. Prabuty (8.695)
27. Pelplin (7.784)
28. Skarszewy (6.994)
29. Gniew (6.707)
30. Żukowo (6.691)
31. Czarne (5.932)
32. Dzierzgoń (5.364)
33. Brusy (5.188)
34. Debrzno (5.096)
35. Nowy Staw (4.248)
36. Łeba (3.644)
37. Skórcz (3.625)
38. Kępice (3.580)
39. Hel (3.267)
40. Czarna Woda (2.786)
41. Jastarnia (2.704)
42. Krynica Morska (1.303)